# Araksavan
Araksavan ou Araxavan  (en arménien Արաքսավան ) est une communauté rurale du marz d'Ararat en Arménie. 

## Géographie
Il se situe à 17 km au sud d'Erevan et à 7 km de la ville d'Artachat. En 2008, elle compte 828 habitants.